# Stony Point (North Carolina)
Stony Point ist ein Census-designated place (CDP) im Bundesstadt North Carolina, in den Vereinigten Staaten. Das U.S. Census Bureau hat bei der Volkszählung 2020 eine Einwohnerzahl von 1146 ermittelt.

## Geographie
Nach der United States Census Bureau, hat die CDP eine Gesamtfläche von 7,7 km². Nichts von der Fläche ist mit Wasser bedeckt.

## Demographie
Zufolge der Volkszählung 2000, waren dort 1380 Leute, 552 Haushalte, und 399 Familien ansässig in der CDP. Die Populationsdichte war 178,8/km². Dort waren 601 Einhausungen auf einer durchschnittlichen Dichte von 77,9/km². Die Abstammungen in der CDP bestanden zur 92,03 % aus Weißen, 3,77 % aus Afroamerikaner, 0,72 % aus Amerikanischen Ureinwohnern. 2,03 % von anderen Rassen, und 1,45 % von zwei oder mehreren Rassen. Hispanics oder Latinos von irgendeiner Rasse waren 3,19 % der Population.
Von 552 Haushalten hatten davon 30,1 % keine Kinder unter 18 Jahren, 54,2 % waren zusammenlebende Ehepaare, 12,3 % hatten einen weiblichen Haushaltsvorstand ohne Ehemann, und 27,7 % waren ohne Familien. 23,6 % von allen Haushalten wurden von dem Einzelnen bewohnt und 9,8 % hatten einen allein Lebenden, der 65 Jahre war oder älter. Die übliche Haushaltsgröße war 2,50 und die durchschnittliche Familiengröße war 2,92.
In der CDP war die Population ausgedehnt mit 24,9 % unter 18 Jahren, 7,7 % von 18 bis 24, 29,2 % von 25 bis 44, 25,9 % von 45 bis 64, und 12,2 % die 65 Jahre waren oder älter. Das mittlere Alter war 37 Jahre. Auf 100 weibliche Einwohner entfielen 92,5 männliche Einwohner. Je 100 weiblichen Einwohnern über 18 Jahren standen 90,4 männliche Einwohner über 18 Jahren gegenüber.
Das mittlere Einkommen für einen Haushalt in der CDP war 42.305 $. Und das mittlere Einkommen für eine Familie belief sich auf 48.221 $. Männer hatten ein durchschnittliches Einkommen von 26.635 $, Frauen dagegen 20.774 $. Das Pro-Kopf-Einkommen für die CDP war 17.303 $. Etwa 11,0 % von Familien und 15,0 % der Bevölkerung lebten unter der Armutsgrenze, einschließlich 28,2 % darunter im Alter von 18 und 29,1 % von denen im Alter von 65 oder älter.